# GNU Screen
GNU Screen是一款由GNU计划开发的用于命令行终端切换的自由软件。用户可以通过该软件同时连接多个本地或远程的命令行会话，并在其间自由切换。

## 功能
GNU Screen可以看作是窗口管理器的命令行界面版本。它提供了统一的管理多个会话的界面和相应的功能。
- 会话恢复

只要Screen本身没有终止，在其内部运行的会话都可以恢复。这一点对于远程登录的用户特别有用——即使网络连接中断，用户也不会失去对已经打开的命令行会话的控制。只要再次登录到主机上执行screen -r就可以恢复会话的运行。同样在暂时离开的时候，也可以执行分离命令detach，在保证里面的程序正常运行的情况下让Screen挂起（切换到后台）。这一点和图形界面下的VNC很相似。如果希望在断开ssh连接时程序继续运行，也可以使用screen。
- 多窗口

在Screen环境下，所有的会话都独立的运行，并拥有各自的编号、输入、输出和窗口缓存。用户可以通过快捷键在不同的窗口下切换，并可以自由的重定向各个窗口的输入和输出。Screen实现了基本的文本操作，如复制粘贴等；还提供了类似滚动条的功能，可以查看窗口状况的历史记录。窗口还可以被分割和命名，还可以监视后台窗口的活动。
- 会话共享

Screen可以让一个或多个用户从不同终端多次登录一个会话，并共享会话的所有特性（比如可以看到完全相同的输出）。它同时提供了窗口访问权限的机制，可以对窗口进行密码保护。

## 其他多页面终端工具
具有类似功能的软件还有：
- dtach：Screen的一个最小化子集实现。
- Text Windows：一个文本模式的窗口环境。
- splitvt：一个终端分割工具。
- Window (BSD)：一个基于BSD的文本窗口环境。

## 参看
- Ratpoison：受Screen启发的无需鼠标的窗口管理器。

### 官方资源
- （英文） GNU's Screen 官方站点 （页面存档备份，存于）
- GNU Screen （页面存档备份，存于） 运行于 Savannah（英文）
- GNU Screen（页面存档备份，存于）手册（英文）
- （英文） Screen用户手册 （页面存档备份，存于）

### 第三方资源
- （英文） GNU Screen Wiki （页面存档备份，存于）
- （英文） Screenie——一个Screen会话处理器（前端）
- GNU Screen：初学者入门（原文发表于Kuro5hin）（英文）
- （英文） GNU Screen快速入门
- （英文） SSH-Agent forwarding and GNU Screen （页面存档备份，存于）
- （英文） 用Screen运行irssi指引 （页面存档备份，存于）
- （英文） Screen FAQ
- （英文） Screen tutorial